# Plug In Plug Out
Plug In Plug Out es un EP acústico realizado por la banda de Indie Rock Metric y publicado el 27 de octubre de 2009 exclusivamente en Amazon.com y a finales de año en iTunes para las regiones de Estados Unidos y Reino Unido. Estuvo disponible globalmente en la página oficial de la banda el 2010.
La idea de realizar Plug In Plug Out vino de la masiva petición de fanes de la banda al escuchar las canciones en el documental The Rawside of... Metric.

## Canciones
1. "Gimme Sympathy (Acústico)" – 3:27
2. "Gold Guns Girls (Acústico)" – 4.26
3. "Help I'm Alive (Acústico)" – 4.50
4. "Satellite Mind (Acústico)" – 3:54
5. "Twilight Galaxy (Acústico)" – 4:13

A mitades de 2010 el EP estuvo disponible en la página oficial de la banda con un orden diferente :
1. "Gold Guns Girls (Acoustic)" – 4.26
2. "Help I'm Alive (Acoustic)" – 4.50
3. "Satellite Mind (Acoustic)" – 3:54
4. "Twilight Galaxy (Acoustic)" – 4:13
5. "Gimme Sympathy (Acoustic)" – 3:27
6. "Front Row (Acoustic)" – 3:15
7. "Sick Muse (Acoustic)" – 4:47

Existe además un video para la canción "Blindness (Acústico)".

## Intérpretes
- Emily Haines @– piano, voz
- James Shaw @– guitarra, vocals